# クレメンス・アウグスト・フォン・ドロステ＝フィシェリング
クレメンス・アウグスト・フォン・ドロステ＝フィシェリング（Clemens August Droste zu Vischering、1773年1月21日 - 1845年10月19日）は、1835年から1845年までケルン大司教を務めたカトリック教会の聖職者。

## 生涯
ドロステ＝フィシェリングはアーレンのフォルヘルムに生まれた。大司教シュピーゲルが1835年に死んだ後、1835年から1845年までケルン大司教を務めた。
1837年11月20日に、プロイセン国家は彼を逮捕し、ミンデン要塞に監禁した。
ドロステ＝フィシェリングは1845年にミュンスターで死んだ。